# ادوارد ریموند ترنر
ادوارد ریموند ترنر (انگلیسی: Edward Raymond Turner؛ 1873 – ۹ مارس ۱۹۰۳) فیلم‌ساز، فیلم‌بردار و مخترع پیشروی اهل بریتانیا بود. او به عنوان سازندهٔ نخستین فیلم رنگی شناخته‌شدهٔ تاریخ شهرت دارد.